# Boston Marathon 2002
De Boston Marathon 2002 werd gelopen op maandag 15 april 2002. Het was de 106e editie van deze marathon.
Bij de mannen kwam de Keniaan Rodgers Rop eerste bij de finish aan in 2:09.02. Zijn landgenote Margaret Okayo won bij de vrouwen in 2:20.43.
In totaal finishten 14.400 marathonlopers, waarvan 9149 mannen en 5251 vrouwen.

## Uitslagen

### Mannen
| rang   | naam                   | land | tijd    |
| ------ | ---------------------- | ---- | ------- |
| Goud   | Rodgers Rop            | KEN  | 2:09.02 |
| Zilver | Christopher Cheboiboch | KEN  | 2:09.05 |
| Brons  | Fred Kiprop            | KEN  | 2:09.45 |
| 4      | Mbarak Hussein         | KEN  | 2:09.45 |
| 5      | Bong-Ju Lee            | KOR  | 2:10.30 |
| 6      | Elias Chebet           | KEN  | 2:10.40 |
| 7      | Simon Bor              | KEN  | 2:11.39 |
| 8      | Getachew Kebede        | ETH  | 2:11.43 |
| 9      | Luis Fonseca           | VEN  | 2:11.49 |
| 10     | Silvio Guerra          | ECU  | 2:12.28 |
| 11     | Joshua Chelanga        | KEN  | 2:12.40 |
| 12     | Joshua Kipkemboi       | KEN  | 2:12.48 |
| 13     | David Busenei          | KEN  | 2:13.04 |
| 14     | Fedor Ryzhov           | RUS  | 2:13.04 |
| 15     | Keith Dowling          | USA  | 2:13.28 |
| 16     | Elly Rono              | KEN  | 2:15.17 |
| 17     | Clint Verran           | USA  | 2:15.19 |
| 18     | Noriaki Igarashi       | JPN  | 2:15.55 |
| 19     | Mark Coogan            | USA  | 2:17.35 |
| 20     | Kazuaki Wakamoto       | JPN  | 2:17.58 |
| 21     | Motsehi Moeketsana     | RSA  | 2:18.21 |
| 22     | Christopher Wehrman    | USA  | 2:19.03 |
| 23     | Andrés Espinosa        | MEX  | 2:19.54 |
| 24     | Osamu Nara             | JPN  | 2:20.18 |
| 25     | Gennadiy Temnikov      | RUS  | 2:20.23 |

### Vrouwen
| rang   | naam               | land | tijd    |
| ------ | ------------------ | ---- | ------- |
| Goud   | Margaret Okayo     | KEN  | 2:20.43 |
| Zilver | Catherine Ndereba  | KEN  | 2:21.12 |
| Brons  | Elfenesh Alemu     | ETH  | 2:26.01 |
| 4      | Ying-Jie Sun       | CHN  | 2:27.26 |
| 5      | Firiya Sultanova   | RUS  | 2:27.58 |
| 6      | Bruna Genovese     | ITA  | 2:29.02 |
| 7      | Nuța Olaru         | ROU  | 2:30.26 |
| 8      | Mai Tagami         | JPN  | 2:32.00 |
| 9      | Gitte Karlshøj     | DEN  | 2:35.01 |
| 10     | Yukari Komatsu     | JPN  | 2:35.34 |
| 11     | Jackie Fairweather | AUS  | 2:35.46 |
| 12     | Irina Timofejeva   | RUS  | 2:36.47 |
| 13     | Jill Boaz          | USA  | 2:38.55 |
| 14     | Gordon Bakoulis    | USA  | 2:42.47 |
| 15     | Norimi Sakurai     | JPN  | 2:43.09 |
| 16     | Janelle Burgmann   | AUS  | 2:43.46 |
| 17     | Esther Wanjiru     | KEN  | 2:44.32 |
| 18     | Ayumi Noshita      | JPN  | 2:44.47 |
| 19     | Kelly Keeler       | USA  | 2:45.00 |
| 20     | Cathleen Campbell  | USA  | 2:46.17 |
| 21     | Carol Legate       | USA  | 2:47.57 |
| 22     | Laura Hruby        | USA  | 2:48.49 |
| 23     | Kristen Till       | USA  | 2:48.52 |
| 24     | Heather Gardiner   | CAN  | 2:49.39 |
| 25     | Monique Maddy      | LBR  | 2:50.10 |

1897 ·
1898 ·
1899 ·
1900 ·
1901 ·
1902 ·
1903 ·
1904 ·
1905 ·
1906 ·
1907 ·
1908 ·
1909 ·
1910 ·
1911 ·
1912 ·
1913 ·
1914 ·
1915 ·
1916 ·
1917 ·
1918 ·
1919 ·
1920 ·
1921 ·
1922 ·
1923 ·
1924 ·
1925 ·
1926 ·
1927 ·
1928 ·
1929 ·
1930 ·
1931 ·
1932 ·
1933 ·
1934 ·
1935 ·
1936 ·
1937 ·
1938 ·
1939 ·
1940 ·
1941 ·
1942 ·
1943 ·
1944 ·
1945 ·
1946 ·
1947 ·
1948 ·
1949 ·
1950 ·
1951 ·
1952 ·
1953 ·
1954 ·
1955 ·
1956 ·
1957 ·
1958 ·
1959 ·
1960 ·
1961 ·
1962 ·
1963 ·
1964 ·
1965 ·
1966 ·
1967 ·
1968 ·
1969 ·
1970 ·
1971 ·
1972 ·
1973 ·
1974 ·
1975 ·
1976 ·
1977 ·
1978 ·
1979 ·
1980 ·
1981 ·
1982 ·
1983 ·
1984 ·
1985 ·
1986 ·
1987 ·
1988 ·
1989 ·
1990 ·
1991 ·
1992 ·
1993 ·
1994 ·
1995 ·
1996 ·
1997 ·
1998 ·
1999 ·
2000 ·
2001 ·
2002 ·
2003 ·
2004 ·
2005 ·
2006 ·
2007 ·
2008 ·
2009 ·
2010 ·
2011 ·
2012 ·
2013 ·
2014 ·
2015 ·
2016 ·
2017 ·
2018 ·
2019 ·
2020 ·
2021 ·
2022